# Bodianus rubrisos
Bodianus rubrisos е вид бодлоперка от семейство Labridae.

## Разпространение и местообитание
Видът е разпространен в Австралия, Индонезия, Провинции в КНР, Тайван и Япония.
Среща се на дълбочина от 50 до 103 m.

## Описание
На дължина достигат до 20,2 cm.